# Merycomyia whitneyi
Merycomyia whitneyi är en tvåvingeart som först beskrevs av Johnson 1904.  Merycomyia whitneyi ingår i släktet Merycomyia och familjen bromsar. Inga underarter finns listade i Catalogue of Life.